# Ryszard Hunger

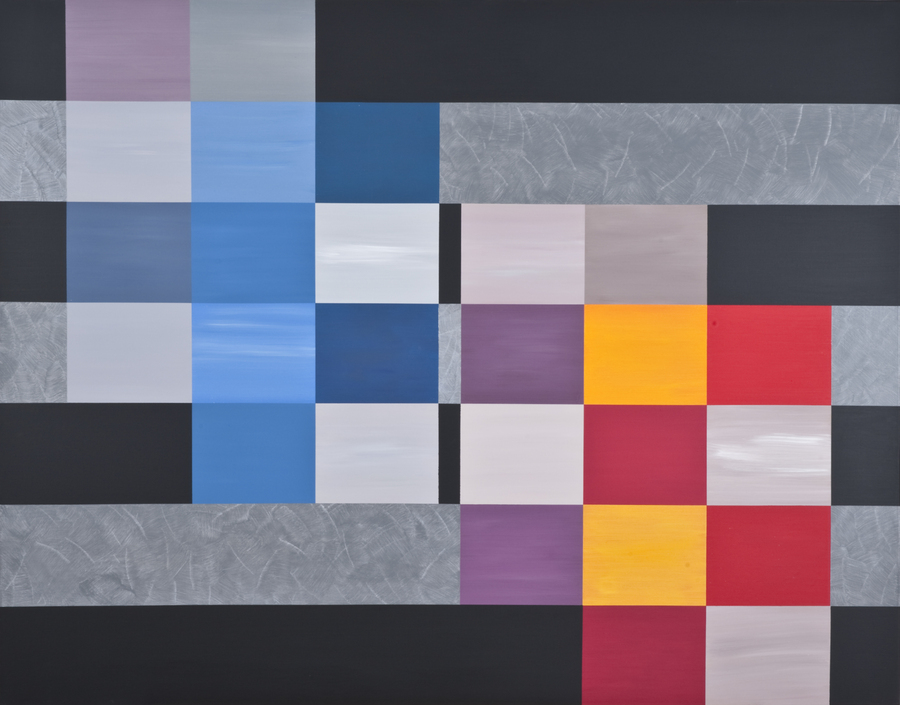
Ryszard Hunger Imago XXXI

Ryszard Andrzej Hunger (ur. 19 lutego 1940 w Łodzi) – polski artysta, malarz, grafik, pedagog. Wykładowca Akademii Sztuk Pięknych w Łodzi oraz Państwowej Wyższej Szkoły Filmowej Telewizyjnej i Teatralnej w Łodzi. Muzyk zespołu jazzowego Tiger Rag.

## Edukacja
Studiował w Państwowej Wyższej Szkole Sztuk Plastycznych w Łodzi w pracowni profesora Mariana Jaeschke. Dyplom uzyskał w 1965 roku, a w 1990 roku tytuł profesora tytularnego. Pełnił funkcje dziekana, prorektora, a w latach 1987–1993 rektora Akademii Sztuk Pięknych w Łodzi.

## Wystawy indywidualne
- 1976 Galeria Sztuki Współczesnej, Łódź
- 1978 Galeria Sztuki Współczesnej Desa, Łódź
- 1988 Galeria Awangarda, Wrocław
- 1988 Galeria Południowa, Szczecin
- 1988 Galeria Fritid Forum, Göteborg
- 1989 Muzeum Zamek, Sandomierz
- 1990 Salon Sztuki Współczesnej, Łódź
- 1990 „Arsenał”, Białystok
- 1993 Wystawa retrospektywna, Muzeum Historii Miasta Łodzi, Łódź
- 1995 Galeria Kameralna, Słupsk
- 1998 Wystawa Jubileuszowa, Ośrodek Propagandy Sztuki, Łódź
- 1999 Galeria 261 ASP w Łodzi, Łódź
- 2003 Galeria AZ., Łódź
- 2004 Galeria Nowa, Łódź
- 2004 Galeria Forum, Łódź
- 2005 Galeria Sztuki Współczesnej „Oranżeria”, Jabłonna(Warszawa)
- 2005 Galeria Rogatka, Radom
- 2005 Galeria Uniwersytecka, Cieszyn
- 2007 Galeria Studio, Warszawa
- 2010 Galeria Kobro, ŁódźRyszard Hunger Tryptyk 2

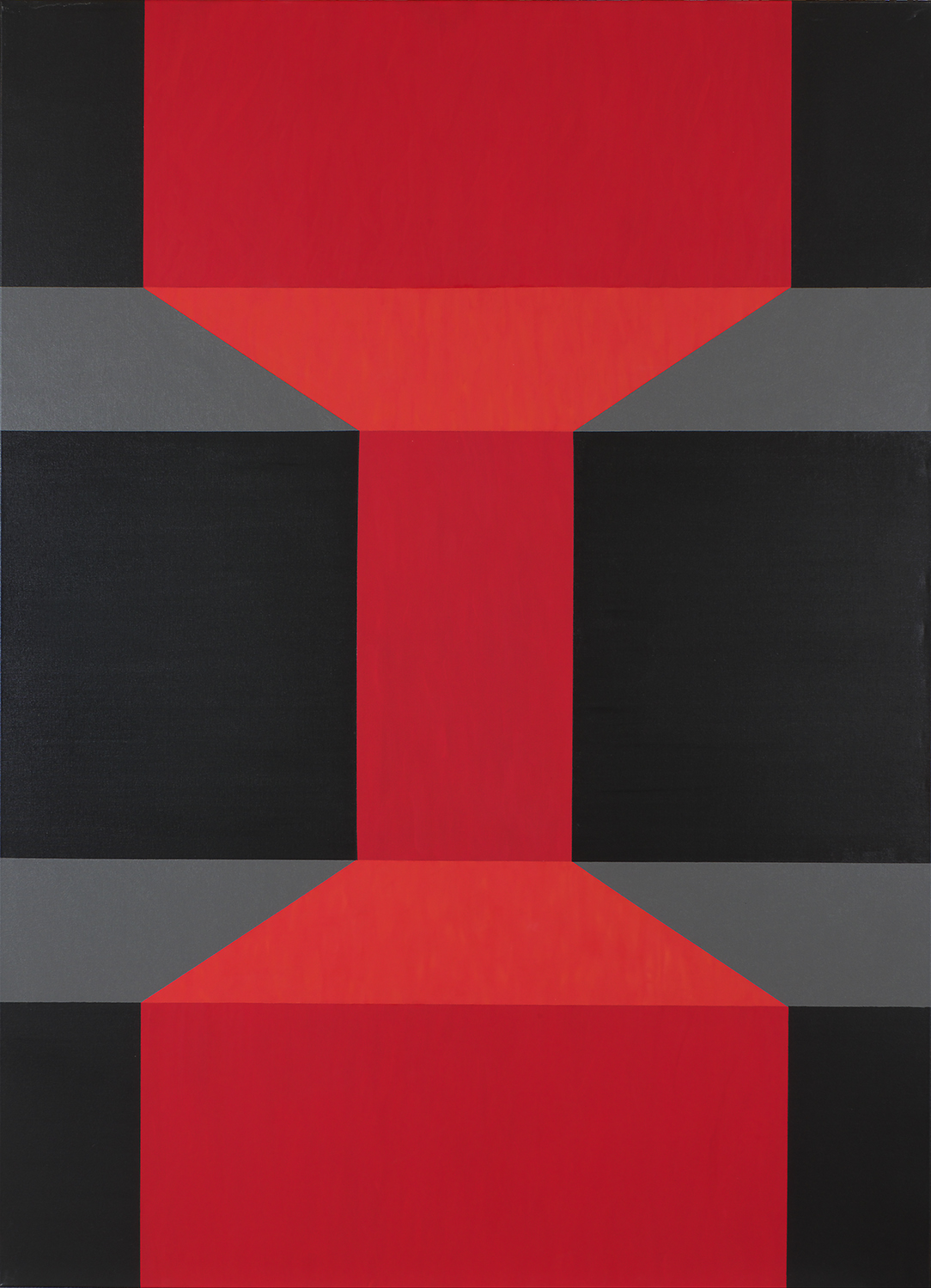
Ryszard Hunger Tryptyk 2

- 2016 Ośrodek Propagandy Sztuki, Łódź

## Wystawy zbiorowe
- 1970, 1971, 1972 Wystawy Grupy „Konkret”, Ośrodek Propagandy Sztuki, Łódź
- 1975 VII Złote Grono, Muzeum Ziemi Lubuskiej, Zielona Góra
- 1975 Polonia en Mexico, Museo de Arte Moderno, Mexico
- 1980 In the Sphere of Methaphor. Paintings. Polish Cultural Institute, London
- 1983, 1996 Exposition Internationale „Petit Format de papier” Cul-des-Sarts, Salle Bailly
- 1985 Mini-Print, Weinigner Graphis Gallery, Boston
- 1986 Pittura Contemporanea Polacca, Centro Studi di Arte di Napoli, Neapol
- 1986 Tendencje i osobowości w sztuce łódzkiej, Muzeum Historii Miasta Łodzi, Łódź
- 1986 Życie ludzi – los Ziemi, Galeria Narodowa w Warszawie Zachęta, Warszawa
- 1987 Realismus Metapheren-Geometrie Polnische Gegenwartsmalerei. Palffy Palais, Wiedeń
- 1987 Współczesna Sztuka Polska, Gallery Al-Rashid, Bagdad
- 1987 Second Annual International Exhibition of Miniature Art, Toronto
- 1988, 1992 Międzynarodowe Triennale Rysunku, Muzeum Architektury, Wrocław
- 1991 Art Contakt, J. Bigoszewski, A. Gieraga, R. Hunger, I. Pierzgalski, J. Treliński, A. Styka, K. Zieliński, Glasgow Gallery, Glasgow
- 1991 Kolekcja Sztuki XX wieku, Galeria Narodowa w Warszawie Zachęta, Warszawa
- 1991, 1993 Małe Formy Grafiki, Łódź
- 1992 Vier Poolse Kunstenarras A. Gieraga, R. Hunger, J. Wagner, M. Wagner Amsterdam Galerie Sheper
- 1994, 1997 Międzynarodowe Triennale Sztuki, Majdanek
- 1995 International Mini-Print Triennial 95, Tokio
- 1997 Salon de Tokyo. International Culture Exchange Exhibition, Tokio
- 1998 International Biennial of Small Form Graphic Forms Vilnius'98, Wilno
- 2001, 2004 International Triennal of Small Graghic Forms, Wilno
- 2002 „Profil kolekcji 1966–1991”, Muzeum Sztuki w Łodzi Łódź
- 2002 11 Międzynarodowe Triennale Małe Formy Grafiki, Łódź
- 2002 Znaki mojego czasu. Wystawa sztuki. Galeria Aula, Warszawa
- 2004 „Metropolis” J. Dyrzyński, A. Gieraga, R. Hunger, W. Łuczaj, A. Styka, J. Treliński, Galeria Aspekt, Warszawa
- 2005 „Metropolis” J. Dyrzyński, A. Gieraga, R. Hunger, W. Łuczaj, A. Styka, J. Treliński, Galeria „Piwnice”, BWA w Kielcach
- 2005 Tokyo International Mini-Print Triennial 2005
- 2006 Plastyka i film. Artyści wykładowcy Łódzkiej Szkoły Filmowej, Muzeum Kinematografii, Łódź
- 2009 H o r i z o n t a l konkrete kunst aus europa, Kunstverein Wiligrad e.V. Schloss Wiligrad, Niemcy
- 2009 Mój pierwszy – mój ostatni obraz, Galeria Blok, Łódź
- 2012 Hunger+, Ośrodek Działań Artystycznych, Piotrków Trybunalski
- 2012 Dekonstrukcja utopii, Ośrodek Propagandy Sztuki, Łódź
- 2016 Utopia-Dystopia-Atopia, Centrum Promocji Mody ASP, Łódź

## Prace w zbiorach
Muzeum Narodowe w Poznaniu; Muzeum Sztuki w Łodzi; Muzeum Miasta Łodzi; Muzeum Śląskie w Katowicach; Muzeum Tama Art, Tama Art University (uniwersytet w Tokio); Museo International de la Residencia Salvador Allande, Santiago de Chile; Muzeum Miasta Sztuki, Talla (Włochy); Musee du Patir Format; Muzeum Państwowe na Majdanku; Zachęta Narodowa Galeria Sztuki w Warszawie; Salon de Tokyo, Tokio; Wenniger Graphics Gallery w Bostonie;

## Nagrody i wyróżnienia
- III Nagroda w ogólnopolskim Konkursie Malarskim im. Jana Spychalskiego w Poznaniu (1975)
- Wyróżnienie w III Ogólnopolskim Konkursie Malarskim im. Jana Spychalskiego w Poznaniu (1976)
- I nagroda w Triennale Malarstwa i Grafiki w Łodzi (1979)
- Premio Internazionale Apollo Musegate, Talla, Włochy (1985)
- Nagroda Specjalna International Mini Print Triennal w Tokio (1995)
- Nagroda Ministra Kultury i Sztuki I stopnia za wybitne osiągnięcia artystyczne i dydaktyczne (1986, 1993)
- Nagroda Miasta Łodzi (2002)
- Złoty Medal „Zasłużony Kulturze Gloria Artis” (2010)[1]
- Medal Pro Publico Bono im. Sabiny Nowickiej (2013)[2]
- Nagroda Ministra Kultury i Dziedzictwa Narodowego za całokształt twórczości (2015)